# Temnoplectron aeneolum
Temnoplectron aeneolum là một loài bọ cánh cứng trong họ Bọ hung (Scarabaeidae).